# Spinaeschna tripunctata
Spinaeschna tripunctata – gatunek ważki z rodziny żagnicowatych (Aeshnidae). Występuje we wschodniej i południowo-wschodniej Australii.